# Idas modiolaeformis
Idas modiolaeformis is een tweekleppigensoort uit de familie van de Mytilidae. De wetenschappelijke naam van de soort is voor het eerst geldig gepubliceerd in 1896 door Sturany.